# Picot negre ventrevermell
El picot negre ventrevermell (Campephilus haematogaster) és una espècie d'ocell de la família dels pícids. Habita la selva humida i clars dels vessants dels Andes, fins als 2000 m, a les zones orientals de Colòmbia, Equador i el Perú. Ha estat considerat coespecífic de Campephilus splendens però avui són considerats espècies diferents.